# لاوديكيا
لاوديكيا على اللايكوس (باليونانية:Λαοδίκεια πρός τοῦ Λύκου؛ باللاتينية:Laodicea ad Lycum، تعرف في أبكر أوقاتها بـ دايوسبوليس وروداس وهي بالتركية الحديثة:Laodikya)، وقد كانت مدينة قديمة كبرى في إقليم فريجيا (كما أنها وقعت في أقاليم ليديا وكاريا القديمين)، وقد بُنيت على نهر اللايكوسen في الأناضول قرب قرية إسكيحصار، في محافظة دنيزل، في تركيا.
تتموضع لاوديكيا على سلسلة طويلة من الهضاب بين الوديان الضيقة لنهرين صغيرين أسوبوس وكابروس، اللذان يرفدان اللايكوس. وكانت المدينة تسمى دايوسبوليس أي «مدينة الإله» أي الإله زيوس، ثم روداس ثم لاوديكيا. المدينة تبعد حوالي 162 كم عن إفسوس وفق ما أورده سترابو، وقد كانت على طريق رئيسة. كانت لاوديكيا في فريجيا، رغم أن بعض الكتاب القدماء وضعوها في أقاليم مختلفة لتطرفها على الحدود والتغير المستمر لحدود الأقاليم، فمنهم من وضعهوها في إقليم كاريا كـ بطليموس وفيلوستراتوسen ، ومنهم من وضعوها في إقليم ليديا مثل ستيفانوس البيزنطي en.

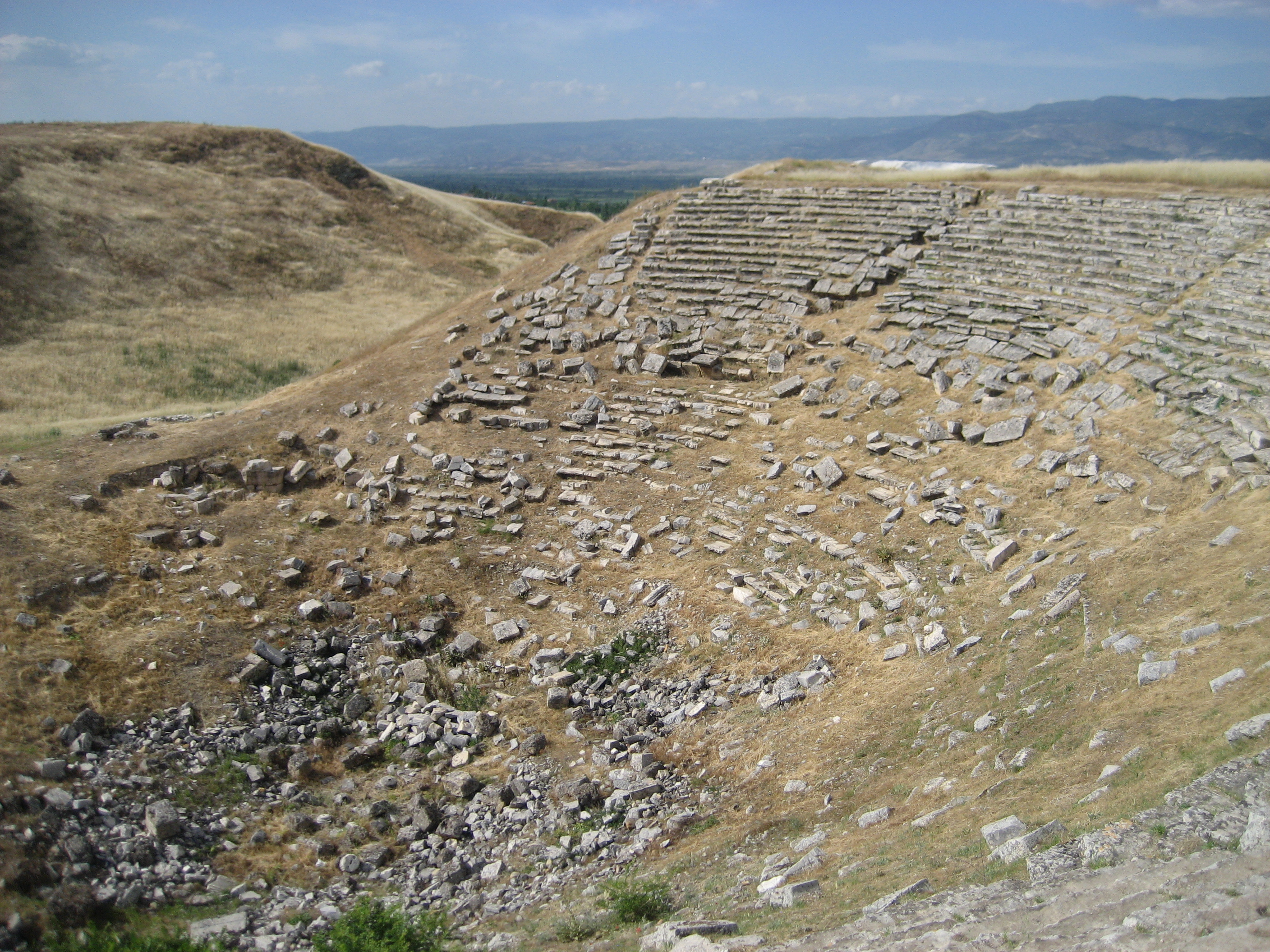
المسرح الغربي مع مموقع هيكل المدينة في الخلف

في بداية أمرها لم تكن لاوديكيا ذات أهمية، لكنها سرعان ما اكتسبت درجة عالية من الازدهار. وفي عام 220 ق.م. صار أخايوس ملكها. وفي عام 188 ق.م.، أصبحت المدينة تحت حكم مملكة بيرغامون، وبعد عام 133 ق.م. سقطت تحت السيطرة الرومانية. وقد عانت كثيراً من الحروب المثريديتية  لكنها سرعان ما استعادت نشاطها في ظل الحكم الروماني، ومع أفول الجمهورية الرومانية فقد استفادت لاوديكيا كثيراً تحت حكم أول الأباطرة في الامبراطورية الرومانية بفضل موقعها المميز على الطرق التجارية، لتصبح من بين أهم وأغنى المدن التجارية في آسيا الصغرى والتي تم فيها كبرى الصفقات التجارية والتبادلات المالية، وازدهرت فيها تجارة كبرى للصوف الأسود.
وقد عانت هذه المنطقة من الزلازل خصوصاً تلك الهزات التي وقعت في عهد نيرو (60 م)، وتدمرت فيها بالكامل. لكن السكان ردوا المساعدة الامبراطورية لإعادة بنائها وأعادوها إلى سابق عهدها من أموالهم الخاصة. وقد أسهم ثرائهم في أقبالهم على الفنون الإغريقية القديمة كما هو واضح في أطلالها، كما تطور فيها العلم والأدب واحتضنت المدينة مدرسة طبية. وقد سكت المدينة نقودها الخاصة، وتظهر نقوشها أن أهلها كانوا يعبدون الإله زيوس وأسقليبيوس وأبولو وأباطرتهم.

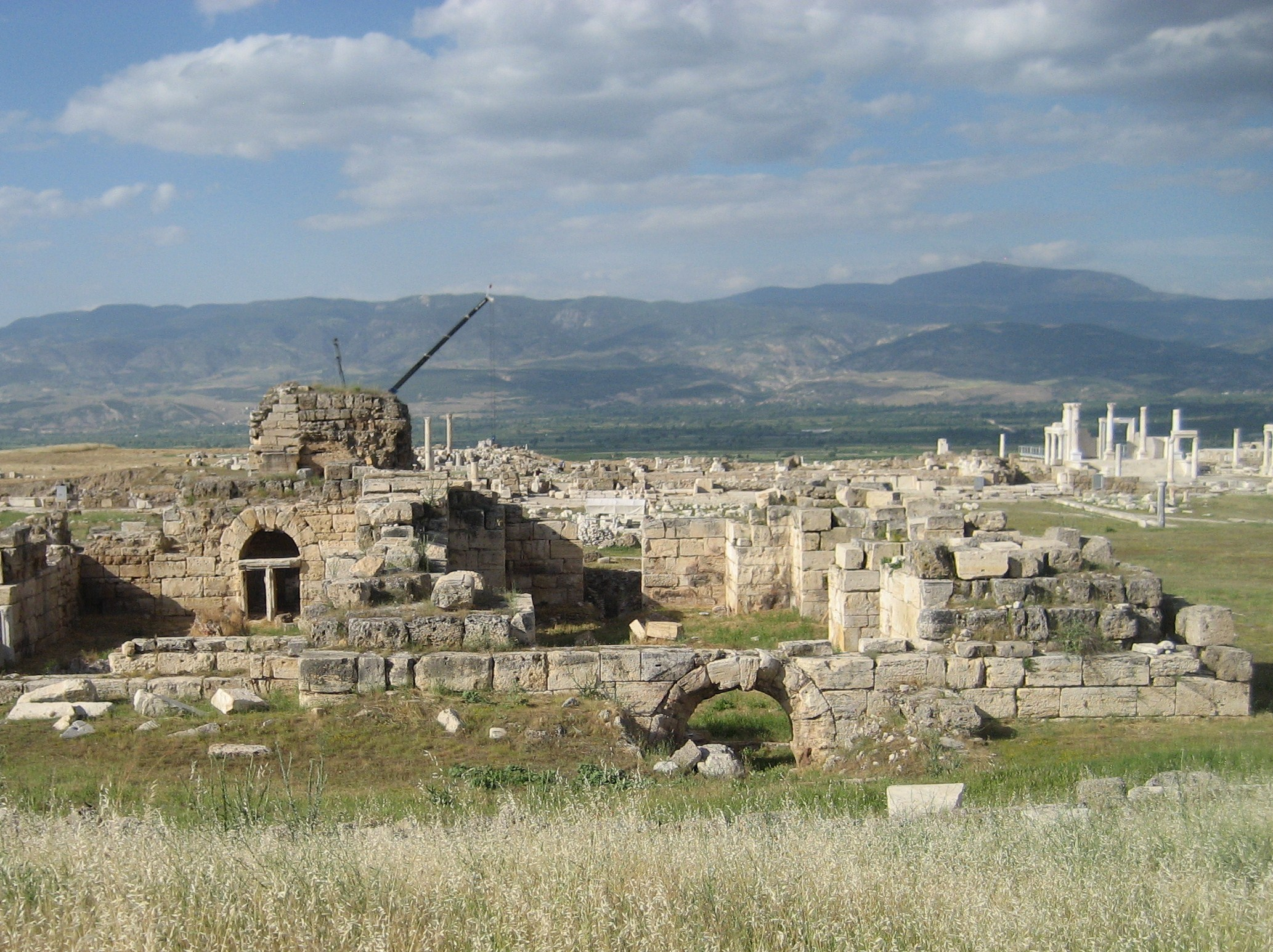
الحمامات الغربية

وخلال العهد الروماني نالت المدينة لقب المدينة الحرة، وكانت المركز الرئيس لروما في آسيا، لتكون مسؤولة عن أربعة وعشرين مدينة غيرها، وقد ذكر شيشرون عن فرضها للقانون هناك حوالي عام 50 ق.م.
وعادة ما جاء الكتاب البيزنطيين على ذكرها خصوصا في عهد الأسرة الكومنينية. وفي عام 1119 م. قام الامبراطوري البيزنطية يوحنا الملقب بالجميل برد المدينة بمساعدة قائده العسكري يوحنا أخشوك من قبضة السلاجقة الأتراك في أول انتصارات عهده. وقد قام مانويل الأول كومنينوس ببناء سورها وحصونها ثم دمرت المدينة على يد الأتراك والمغول.